# Irish Labour Party
De Irish Labour Party is een sociaaldemocratische politieke partij in Ierland. Sinds 2022 is Ivana Bacik partijleider. De partij zegt de oudste van het land te zijn, namelijk opgericht in 1912.
Tussen 2011 en 2016 was Labour de op een na grootste partij van het land (achter Fine Gael, met 37 van de 166 zetels in Dáil Éireann (het Ierse lagerhuis). Bij de nationale verkiezingen in 2016 werd de partij echter genadeloos afgestraft voor het in de ogen van de kiezers mislukte beleid van het kabinet van Enda Kenny die met Fine Gael een coalitie had gevormd samen met Labour. De partij raakte 30 van de 37 zetels kwijt. Bij de parlementsverkiezingen van 2020 zakte de partij verder en verloor nog een extra zetel. In 2024 boekte Labour weer een kleine vooruitgang en steeg van 6 naar 11 zetels.
Fine Gael · Labour Party · Fianna Fáil · Green Party · Progressive Democrats · Social Democrats · Sinn Féin